# Wyspa Południowa (Nowa Ziemia)
Wyspa Południowa (ros. Южный остров) – jedna z dwóch głównych wysp archipelagu Nowej Ziemi. Od Wyspy Północnej oddziela ją cieśnina Matoczkin Szar. Od położonej bardziej na południe wyspy Wajgacz oddziela ją cieśnina Karskie Wrota. Zajmuje powierzchnię 33 275 km².